# Município de Twin (condado de Preble, Ohio)
O município de Twin (em inglês: Twin Township) é um município localizado no condado de Preble no estado estadounidense de Ohio. No ano de 2010 tinha uma população de 2.790 habitantes e uma densidade populacional de 30,7 pessoas por km².

## Geografia
O município de Twin encontra-se localizado nas coordenadas 39° 47′ 05″ N, 84° 32′ 12″ O. Segundo o Departamento do Censo dos Estados Unidos, o município tem uma superfície total de 90.89 km², da qual 90,36 km² correspondem a terra firme e (0,57 %) 0,52 km² é água.

## Demografia
Segundo o censo de 2010, tinha 2.790 habitantes residindo no município de Twin. A densidade populacional era de 30,7 hab./km². Dos 2.790 habitantes, o município de Twin estava composto pelo 97,81 % brancos, o 0,5 % eram afroamericanos, o 0,14 % eram amerindios, o 0,25 % eram asiáticos, o 0,11 % eram de outras raças e o 1,18 % eram de uma mistura de raças. Do total da população o 0,57 % eram hispanos ou latinos de qualquer raça.